# Gamagōri
Gamagōri è una città giapponese della prefettura di Aichi(愛知県).